# Andribeth Rivera
Andribeth Rivera Belliard – portorykańska zapaśniczka walcząca w stylu wolnym. Złota medalistka mistrzostw panamerykańskich w 2018; srebrna w 2019 i brązowa w 2017. Druga na mistrzostwach panamerykańskich juniorów w 2016 i trzecia w 2017 roku.